# Paradise, Hawaiian Style (альбом)
| Оценки критиков | Оценки критиков                                                          |
| Источник        | Оценка                                                                   |
| --------------- | ------------------------------------------------------------------------ |
| AllMusic        | 1 из 5 звёзд · 1 из 5 звёзд · 1 из 5 звёзд · 1 из 5 звёзд · 1 из 5 звёзд |

Paradise, Hawaiian Style — студийный альбом Элвиса Пресли, представлявший собой саундтрек к одноимённому фильму с его участием («Парадиз по-гавайски», вышедшему на экраны в 1966 году).
Альбом поступил в продажу 10 июня 1966 года. В США он поднялся на 15 место в альбомном чарте Billboard Top LP’s (американского журнала «Билборд»).

## Подробности
Альбом записан в конце июля и в начале августа 1965 года на студии Radio Recorders в Голливуде, штат Калифорния. Заключительный след альбома — «Sand Castles» первоначально записывался для фильма, но в киноленте так и не прозвучал. В итоге, песня вошла в альбом как «бонус трек».

## Список композиций
| №  | Название                                    | Автор(ы)                               | {{{extra_column}}} | Длительность |
| -- | ------------------------------------------- | -------------------------------------- | ------------------ | ------------ |
| 1. | «Paradise, Hawaiian Style»                  | Bill Giant, Bernie Baum, Florence Kaye | July 27, 1965      | 2:39         |
| 2. | «Queenie Wahine's Papaya»                   | Bill Giant, Bernie Baum, Florence Kaye | July 27, 1965      | 1:35         |
| 3. | «Scratch My Back (Then I'll Scratch Yours)» | Bill Giant, Bernie Baum, Florence Kaye | July 26, 1965      | 2:16         |
| 4. | «Drums Of The Islands»                      | Sid Tepper and Roy C. Bennett          | July 26, 1965      | 2:34         |
| 5. | «Datin'»                                    | Fred Wise and Randy Starr              | July 26, 1965      | 1:23         |

| №  | Название                     | Автор(ы)                               | {{{extra_column}}} | Длительность |
| -- | ---------------------------- | -------------------------------------- | ------------------ | ------------ |
| 1. | «A Dog's Life»               | Ben Weisman and Sid Wayne              | July 27, 1965      | 1:59         |
| 2. | «House of Sand»              | Bill Giant, Bernie Baum, Florence Kaye | July 27, 1965      | 2:04         |
| 3. | «Stop Where You Are»         | Bill Giant, Bernie Baum, Florence Kaye | July 27, 1965      | 2:06         |
| 4. | «This Is My Heaven»          | Bill Giant, Bernie Baum, Florence Kaye | July 27, 1965      | 2:36         |
| 5. | «Sand Castles» (bonus track) | David Hess and Herb Goldberg           | August 2, 1965     | 2:58         |

### Состав музыкантов
- Элвис Пресли — вокал
- The Jordanaires — бэк-вокал
- The Mello Men — бэк-вокал
- Скотти Мур, Бэрни Кессел, Чарльз Рэй МакКой — гитара
- Бернал Льюис — гавайская гитара
- Рэй Сигал — бас-гитара
- Доминик Фонтана, Хэл Блейн, Виктор Фелдмен — барабаны
- Ларри Мухоберак — фортепиано
- Бутс Рэндольф — саксофон